# Elecciones municipales de Abancay de 1966
Las elecciones municipales de Abancay de 1966 se llevaron a cabo el 13 de noviembre de 1966 para elegir al alcalde y al Concejo Provincial de Abancay para el periodo 1967-1969. La elección se celebró simultáneamente con elecciones municipales en todo el país.
Alberto Vásquez Ríos, candidato de la alianza AP-DC, consiguió la victoria, desplazando a la coalición APRA-UNO del control del concejo provincial. Este triunfo no solo alteró la composición política a nivel provincial, sino que también se reflejó en el ámbito distrital, donde la alianza AP-DC amplió su influencia al ganar seis concejos distritales, dos más que en las elecciones anteriores, arrebatándolos a la coalición APRA-UNO. Estos comicios fueron las últimas elecciones municipales hasta 1980.

## Sistema electoral
La Municipalidad Provincial de Abancay es el órgano administrativo y de gobierno de la provincia de Abancay. Está compuesta por el alcalde y el Concejo Provincial.
La votación del alcalde y el concejo se realiza en base al sufragio universal alfabeto, que comprende a todos los ciudadanos nacionales y no nacionales mayores de veintiún años, empadronados y residentes en la provincia de Abancay y en pleno goce de sus derechos políticos.
El Concejo Provincial de Abancay está compuesto por 14 concejales elegidos por sufragio directo para un período de tres (3) años, en forma conjunta con la elección del alcalde (quien lo preside). La votación es por lista cerrada y bloqueada. Se asigna a cada lista los escaños según el método d'Hondt.

## Composición del Concejo Provincial de Abancay
La siguiente tabla muestra la composición del Concejo Provincial de Abancay antes de las elecciones.
| Partidos | Partidos                                                    | Concejales |
| -------- | ----------------------------------------------------------- | ---------- |
|          | Coalición Partido Aprista Peruano - Unión Nacional Odriísta | 8          |
|          | Alianza Acción Popular - Democracia Cristiana               | 6          |

## Partidos y candidatos
A continuación se muestra una lista de los principales partidos y alianzas electorales que participaron en las elecciones:
| Candidatura | Candidatura | Partidos y alianzas | Candidatos | Candidatos            | Ideología                                           | Resultado previo | Resultado previo | Ref. |
| Candidatura | Candidatura | Partidos y alianzas | Candidatos | Candidatos            | Ideología                                           | Votos (%)        | Con.             | Ref. |
| ----------- | ----------- | --- | ---------- | --------------------- | --------------------------------------------------- | ---------------- | ---------------- | ---- |
|             | APRA–UNO    | Lista - Coalición Partido Aprista Peruano - Unión Nacional Odriísta (APRA–UNO) – Partido Aprista Peruano (APRA) – Unión Nacional Odriísta (UNO) |            | Miguel Triveño Chacón | Aprismo Conservadurismo social Populismo de derecha | 50.59%           | 8                |      |
|             | AP–DC       | Lista - Alianza Acción Popular - Democracia Cristiana (AP–DC) – Acción Popular (AP) – Partido Demócrata Cristiano (DC)                          |            | Alberto Vásquez Ríos  | Liberalismo Humanismo Democracia cristiana          | 49.41%           | 6                |      |

## Resultados

### Sumario general
|                        |                                                                        |              |              |              |            |            |
| Partidos y coaliciones | Partidos y coaliciones                                                 | Voto popular | Voto popular | Voto popular | Concejales | Concejales |
| Partidos y coaliciones | Partidos y coaliciones                                                 | Votos        | %            | +/−          | Total      | +/−        |
|                        | Alianza Acción Popular - Democracia Cristiana (AP–DC)                  | 1,718        | 53.94        | +4.53        | 8          | +2         |
|                        | Coalición Partido Aprista Peruano - Unión Nacional Odriísta (APRA–UNO) | 1,467        | 46.06        | –4.53        | 6          | –2         |
|                        |                                                                        |              |              |              |            |            |
| Total                  | Total                                                                  | 3,185        |              |              | 14         | ±0         |
|                        |                                                                        |              |              |              |            |            |
| Votos válidos          | Votos válidos                                                          | 3,185        | 92.03        | –1.28        |            |            |
| Votos en blanco        | Votos en blanco                                                        | 157          | 4.54         | +2.08        |            |            |
| Votos nulos            | Votos nulos                                                            | 119          | 3.44         | –0.79        |            |            |
| Votos emitidos         | Votos emitidos                                                         | 3,461        | n/d          | n/a          |            |            |
| Abstenciones           | Abstenciones                                                           | n/d          | n/d          | n/a          |            |            |
| Votantes registrados   | Votantes registrados                                                   | n/d          |              |              |            |            |
|                        |                                                                        |              |              |              |            |            |
| Fuente:                |                                                                        |              |              |              |            |            |

### Concejo Provincial de Abancay
| Cargo                           | Autoridad electa           | Partido político | Partido político   |
| ------------------------------- | -------------------------- | ---------------- | ------------------ |
| Alcalde Provincial de Abancay   | Alberto Vásquez Ríos       |                  | Alianza AP-DC      |
| Concejala Provincial de Abancay | Martha Triveño de Quintana |                  | Alianza AP-DC      |
| Concejal Provincial de Abancay  | Luis Cordero Carbone       |                  | Alianza AP-DC      |
| Concejal Provincial de Abancay  | Hildauro Quintana Luján    |                  | Alianza AP-DC      |
| Concejal Provincial de Abancay  | Alfredo Vásquez Bustamante |                  | Alianza AP-DC      |
| Concejal Provincial de Abancay  | Ántero Jiménez Garay       |                  | Alianza AP-DC      |
| Concejala Provincial de Abancay | Amalia Altamirano de Nova  |                  | Alianza AP-DC      |
| Concejal Provincial de Abancay  | Nazario Valer Medina       |                  | Alianza AP-DC      |
| Concejal Provincial de Abancay  | Ezequiel Villafuerte C.    |                  | Alianza AP-DC      |
| Concejal Provincial de Abancay  | Hipólito Palomino Oré      |                  | Coalición APRA-UNO |
| Concejal Provincial de Abancay  | Arístides Pinto Ballón     |                  | Coalición APRA-UNO |
| Concejal Provincial de Abancay  | José Meza Bueno            |                  | Coalición APRA-UNO |
| Concejal Provincial de Abancay  | Mauro Soto Palacios        |                  | Coalición APRA-UNO |
| Concejal Provincial de Abancay  | Víctor Triveño Espinoza    |                  | Coalición APRA-UNO |
| Concejal Provincial de Abancay  | Luis Salcedo Casas         |                  | Coalición APRA-UNO |

## Elecciones municipales distritales

### Sumario general
| Partidos y coaliciones | Partidos y coaliciones                                                 | Voto popular | Voto popular | Voto popular | Alcaldías | Alcaldías |
| Partidos y coaliciones | Partidos y coaliciones                                                 | Votos        | %            | +/−          | Total     | +/−       |
| ---------------------- | ---------------------------------------------------------------------- | ------------ | ------------ | ------------ | --------- | --------- |
|                        | Alianza Acción Popular - Democracia Cristiana (AP–DC)                  | 773          | 52.87        | +4.07        | 6         | +2        |
|                        | Coalición Partido Aprista Peruano - Unión Nacional Odriísta (APRA–UNO) | 689          | 47.13        | –4.07        | 2         | –1        |
|                        |                                                                        |              |              |              |           |           |
| Total                  | Total                                                                  | 1,462        |              |              | 8         | ±0        |
|                        |                                                                        |              |              |              |           |           |
| Votos válidos          | Votos válidos                                                          | 1,462        | 89.20        | –4.94        |           |           |
| Votos en blanco        | Votos en blanco                                                        | 124          | 7.57         | +5.64        |           |           |
| Votos nulos            | Votos nulos                                                            | 53           | 3.23         | –0.70        |           |           |
| Votos emitidos         | Votos emitidos                                                         | 1,639        | n/d          | n/a          |           |           |
| Abstenciones           | Abstenciones                                                           | n/d          | n/d          | n/a          |           |           |
| Votantes registrados   | Votantes registrados                                                   | n/d          |              |              |           |           |
|                        |                                                                        |              |              |              |           |           |
| Fuente:                |                                                                        |              |              |              |           |           |

### Resultados por distrito
La siguiente tabla enumera el control de los distritos de la provincia de Abancay. El cambio de mando de una organización política se resalta del color de ese partido.
| Distrito             | Alcalde(sa) titular       | Partido político    | Partido político    | Alcalde(sa) electo(a)      | Partido político | Partido político   |
| -------------------- | ------------------------- | ------------------- | ------------------- | -------------------------- | ---------------- | ------------------ |
| Chacoche             | Amador Tamayo Cortez      |                     | Coalición APRA-UNO  | Sebastián Gonzales Utani   |                  | Alianza AP-DC      |
| Circa                | Aquiles Serrano Chipana   |                     | Alianza AP-DC       | Valentín Pimentel Huaracco |                  | Alianza AP-DC      |
| Curahuasi            | Giraldo Gil Vergara       |                     | Alianza AP-DC       | César Odicio Aguilar       |                  | Alianza AP-DC      |
| Huanipaca            | Elecciones anuladas       | Elecciones anuladas | Elecciones anuladas | Julio Guillén              |                  | Alianza AP-DC      |
| Lambrama             | Ántero Jiménez Garay      |                     | Alianza AP-DC       | Bernardino Sierra          |                  | Coalición APRA-UNO |
| Pichirhua            | Florentino Rojas Gonzales |                     | Coalición APRA-UNO  | Amalio Montes Núñez        |                  | Coalición APRA-UNO |
| San Pedro de Cachora | Carlos Serrano Valer      |                     | Alianza AP-DC       | Noé Serrano Loayza         |                  | Alianza AP-DC      |
| Tamburco             | Máximo Paliza Castillo    |                     | Coalición APRA-UNO  | Abdías Zuzunaga Gonzales   |                  | Alianza AP-DC      |